# Смотрины (фильм)
«Смотрины» — советский комедийный фильм 1979 года режиссёра Виктора Иванова, снятый на Киевской киностудии имени А. П. Довженко.
Премьера состоялась 19 сентября 1980 года. Фильм посмотрели 1 700 000 зрителей.

## Сюжет
Молодой десантник Владимир Лялин, возвращается после демобилизации в село Журавлиха, где когда-то встретился с Галей во время учений. Он предлагает ей и её подругам отправиться на строительство нового города Синегорье, где он собирается жить. Несмотря на противодействие женихов и поклонников Гали, Лялин убеждает их отправиться в путь. Он уезжает, оставляя Галю в родном селе, но он верит в скорую встречу с ней.

## Роли исполняют
- Александр Игнатуша — Владимир Иванович Лялин, демобилизованный десантник
- Ольга Чиповская — Галя Дорош, трактористка
- Евгений Герасимов — Павел Бусенко, жених Гали, комсомольский вожатый
- Владимир Кашпур — Трофим Фёдорович Вакула
- Людмила Лисова — Лена Очерет
- Зинаида Дехтярёва — Варвара Петровна Дорош, мать Гали
- Мария Оссовская — Света Грунько
- И. Омельченко — Аля Вакула, дочь Трофима Фёдоровича
- Ольга Омельченко — Валя Вакула, дочь Трофима Фёдоровича
- Богдан Бенюк — Эдик Грунько, муж Светланы
- Виталий Семенцов — Игнат
- Игорь Черницкий — Хома, приятель Игната
- Юрий Шкляр — Славик, приятель Игната

### В эпизодах
- Х. Алекперов — Махарадзе
- Г. Акимова
- Леонид Бакштаев — Заречный, председатель колхоза «Заря»
- Владимир Бродский — полковник
- Л. Коротенко — десантник
- Г. Коротенко — десантник
- Раиса Пироженко — жена Вакулы
- Н. Стащак
- Василий Хорошко — Рябоконь
- С. Шабурина

В съёмках фильма принимали участие колхозники села Шляховая Винницкой области Украины.

## Съёмочная группа
- Режиссёр: Виктор Иванов
- Авторы сценария: Виктор Богатырёв, Григорий Гуков
- Оператор: Михаил Иванов
- Художник-постановщик: Алексей Бобровников
- Композитор: Платон Майборода
- Текст песен: Михаил Ткач
- Звукорежиссёр: Рема Крупенина
- Государственный заслуженный симфонический оркестр Украинской ССР:
  - Дирижёр: Вадим Гнедаш